# تأثير العربة

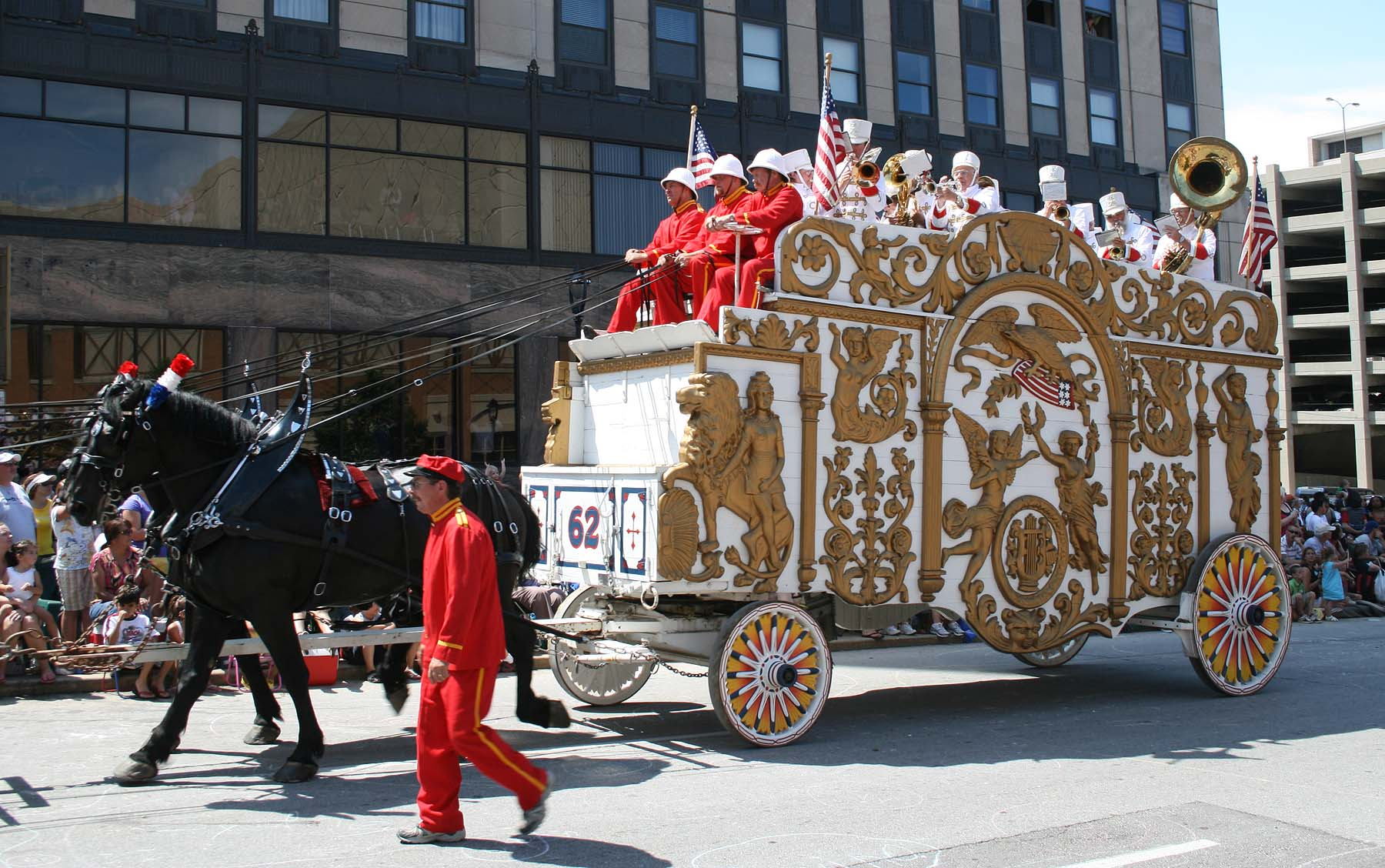

تأثير العربة هو ظاهرة نفسية تتميز بازدياد معدل تقبل المعتقدات والأفكار والموضات والنزعات عندما يعتنقها آخرون بالفعل. بمعنى أبسط، تأثير العربة يعني زيادة احتمالية تبني الفرد لفكرة أو فعل ما كلما زاد عدد الآخرين الذين سبقوه لهذا. عندما يزداد عدد الناس المؤمنين بشيء ما، فإن الآخرين يقفزون إلى العربة -ومن هنا جاءت التسمية- بغض النظر عن مدى صحة هذه الفكرة.
يحدث الميل إلى تقليد تصرفات الآخرين أو معتقداتهم في الأغلب لأن الأفراد يفضلون الامتثال وألا يكونوا مختلفين، أو لأنهم يستمدون المعلومات من الآخرين. استُخدم كلا التفسيرين كدليل على الامتثال في التجارب النفسية. فمثلًا، استُخدم الضغط الاجتماعي لشرح تجارب آش للامتثال، واستُخدمت المعلومات لشرح تجربة شريف لإرادية التحرك.
تشجع الشعبية المتزايدة لمنتج أو ظاهرة ما المزيد من الناس على القفز إلى العربة أيضًا وفقًا لهذا المفهوم. يفسر تأثير العربة أيضًا سبب وجود صيحات الموضة.
بما أن الأفراد يأخذون خيارات عقلانية بناءً على المعلومات التي يتلقونها من الآخرين، فقد اقترح الاقتصاديون أن التعاقب المعلوماتي يمكن أن يتشكل بسرعة، ويقرر الأشخاص تجاهل إشارات معلوماتهم ومعرفتهم الشخصية، ويسلكون طريق متابعة تصرفات الآخرين. يشرح التعاقب المعلوماتي سبب هشاشة السلوك؛ فالناس يعتمدون على معلومات محدودة للغاية ليحددوا تصرفاتهم. تتشكل الصيحات بسهولة نتيجة لذلك، ولكن يتم التخلي عنها بسهولة أيضًا. استخدمت هذه التأثيرات المعلوماتية لشرح تأثير العربة في السياسة.

## أصل المصطلح
العربة التي سُمّي المصطلح تيمنًا بها هي عربة تحمل شريطًا خلال موكب أو سيرك أو حدث ترفيهي آخر. ظهرت عبارة «القفز إلى العربة» لأول مرة في السياسة الأمريكية في عام 1848 عندما استخدم دان رايس، وهو مهرج سيرك مشهور ومحبوب آنذاك، عربته وموسيقاها لجذب الانتباه لحملته السياسية. بازدياد نجاح حملته، سعى سياسيون آخرون للحصول على مقعد في عربته أملًا في أن يُربطوا بنجاحه. في وقت لاحق، أصبحت العربات أساسية في الحملات السياسية خلال فترة الحملة الانتخابية الرئاسية التي قام بها وليام جينينغز براين عام 1900، واستُخدمت عبارة «القفز إلى العربة» كمصطلح مهين، كإشارة ضمنية إلى أن الناس كانوا يربطون أنفسهم بالنجاح بغض النظر عما ربطوا أنفسهم به.

## في السياسة
يحدث تأثير العربة في التصويت الانتخابي: يصوت بعض الأشخاص للمرشحين أو الأحزاب المرجح نجاحهم (أو رُوّج لنجاحهم المتوقع من قبل وسائل الإعلام) أملًا في أن يكونوا في الجانب الفائز في النهاية. طُبق تأثير العربة على الحالات التي تنطوي على رأي الأغلبية مثل النتائج السياسية، حيث يغير الناس آراءهم إلى الرأي المتوافق مع الأغلبية. يمكن أن يحدث مثل هذا التحول في الرأي لأن الأفراد يتخذون قرارات بناء على قرارات الآخرين، كما في التعاقب المعلوماتي.
يجري بث نتائج الانتخابات في الولايات الشرقية من الولايات المتحدة بينما ما يزال التصويت مفتوحًا في الغرب بسبب اختلاف المناطق الزمنية. أدى هذا الاختلاف إلى إجراء أبحاث حول كيفية تأثر سلوك الناخبين في غرب الولايات المتحدة بالأخبار المتعلقة بقرارات الناخبين في المناطق الزمنية الأخرى. أعلنت شبكة إن بي سي نيوز أن رونالد ريغان هو الفائز في السباق الرئاسي في عام 1980 على أساس نتائج التصويت في الولايات الشرقية قبل عدة ساعات من إغلاق صناديق الاقتراع في الغرب.
تحتل هذه الظاهرة أهمية في الانتخابات الرئاسية الأمريكية الأولية، إذ تصوت الولايات في أوقات مختلفة موزعة على مدار عدة أشهر بدلًا من التصويت في يوم واحد. تتمتع بعض الولايات مثل أيوا ونيو هامبشير بأولوية خاصة للتصويت مبكرًا، بينما يختار البعض الآخر الانتظار لتاريخ لاحق. يقال إن هذا يعطي تأثيرًا لا داعي له في هذه الولايات، وإن الفوز في هذه الولايات المبكرة يمنح المرشح زخمًا على غيره من المرشحين، وقد دفع هذا التأثير العديد من المرشحين السابقين للفوز بالترشيح بالفعل. نتيجة لهذا، غالبًا ما تحاول الولايات الأخرى أن تبدأ عملية التصويت في أسرع وقت ممكن لجعل رأيها مؤثرًا قدر الإمكان. جرى سابقًا حظر كل مندوبي ولايتين أو بعضهم من مؤتمر الحزب المركزي بسبب التصويت في وقت مبكر للغاية.
اختبرت عدة دراسات هذه النظرية لمعرفة تأثير العربة في صنع القرار السياسي. في دراسة أجراها روبرت ك. غويدل وتود ج. شيلدز نُشرت عام 1994 في مجلة السياسة، وُزّع 180 طالبًا بجامعة كنتاكي بشكل عشوائي على تسع مجموعات وطُرح عليهم بعض الأسئلة حول نفس السيناريوهات الانتخابية. لُقِّن نحو 70% من الطلاب معلومات عن الفائز المتوقع في هذه السيناريوهات. تأثر المستقلون، وهم أولئك الذين لا يصوتون بناءً على تأييد معين لأي حزب ومحايدون على طول الخط، بشدة لصالح الشخص المتوقع فوزه. لقد لعبت التوقعات دورًا هامًا خلال هذه الدراسة. وُجد أن المستقلين أكثر عرضة للتصويت للمرشح الجمهوري عندما يكون فوزه متوقعًا. وُجد أيضًا أنه عندما كان من المتوقع فوز الديمقراطي، كان من المرجح أن يصوت الجمهوريون المستقلون والجمهوريون غير المتشددين لصالحه.
أظهرت استطلاعات الرأي البريطانية أيضًا زيادة في تعرض الجمهور لهذا التأثير. عرف ثمانية وستون بالمئة من الناخبين توقعات نتائج الحملة الانتخابية العامة لاستطلاع الرأي في عام 1979. ارتفع هذا العدد من الناخبين المدركين للنتائج إلى 74% في عام 1987. هناك نمط ثابت وواضح من تأثير العربة لصالح الحزب الحاكم في بريطانيا وفقًا للدراسات.

## في الاقتصاد الجزئي
يظهر تأثير العربة في تفاعلات الطلب والتفضيل في الاقتصاد الجزئي. ينشأ تأثير العربة عندما يزداد تفضيل الناس لسلعة ما بالتزامن مع زيادة عدد الأشخاص الذين يشترونها. ربما يغير هذا التأثير النتائج الطبيعية لنظرية العرض والطلب والتي تفترض أن المستهلكين يتخذون قرارات الشراء بناء على السعر وتفضيلاتهم الشخصية.
صرح غاري بيكر بأن تأثير العربة يمكن أن يكون قويًا للدرجة التي تجعل منحنى الطلب يرتفع إلى الأعلى.

## في الطب
تأثير العربة في الطب هو «القبول الساحق للأفكار غير المؤكدة ولكن رائجة». أدى هذا إلى ميل المجتمع إلى طرق علاجية غير مناسبة للعديد من المرضى، وأعاق تطوير علاجات أكثر ملاءمة.
عُرضت بعض هذه الطرق العلاجية في مقالة لورنس كوهين وهنري روتشيلد المعنونة عربات الطب، والمنشورة في عام 1979، واستمر بعض هذه الممارسات لعدة قرون قبل أن يتم التخلي عنها أو استبدال عربة أخرى أو بديل علمي فعال بها. مثال على هذا عقيدة الثعبان القديمة في أيسكولابيوس، إذ كان يجري إمرار الأفاعي المقدسة على الأجزاء المصابة لتلعقها كعلاج للمرض، وهذا مثال على الزخم الناتج من تأثير العربة المستمد من شخصية قوية، والتي كانت في هذه الحالة إلهًا رومانيًا.

## في الرياضة
يمكن اعتبار الشخص الذي يدعم فريقًا رياضيًا معينًا، على الرغم من أنه لم يهتم بهذا الفريق حتى بدأ يحصد الجوائز والألقاب، من الواقعين تحت تأثير العربة في الرياضة. أحد الأمثلة المعاصرة في الولايات المتحدة هو فريق غولدن ستايت ووريورز الذي صعد إلى قمة الشهرة بفوزه ببطولة الدوري الاميركي للمحترفين لعام 2015، وأعقب هذا برقم قياسي 73-9 في العام التالي. ارتفعت مبيعات قمصان ستيفن كاري بشدة نتيجة لذلك. كانت مبيعات منتجات كاري في أول أسبوعين من موسم 2015-2016 أعلى بنسبة 453% بالمقارنة بأول أسبوعين من موسم 2014-2015، من ضمن ذلك زيادة بنسبة 581% في مبيعات قمصانه. كانت منتجاته تُباع في 38 ولاية أمريكية من أصل 50 واحدة، وأصبحت بضائع ووريورز هي الأكثر مبيعًا بالمقارنة بأي فريق من فرق الدوري الأميركي للمحترفين.